# Luciano Salce
Luciano Salce (25 de septiembre de 1922 - 17 de diciembre de 1989) fue un actor, director y guionista cinematográfico, además de cantante, de nacionalidad italiana.

## Biografía
Nacido en Roma, Italia, en el seno de una familia de clase media, su madre falleció apenas nacer él, a causa de una sepsis puerperal. Ella se llamaba Clara Sponza, tenía 22 años y era natural de Pésaro. El padre, Mario y de 26 años, era de Bérgamo. A los diez años entró en el colegio de Villa Mondragone, gestionado por la Compañía de Jesús, donde completó sus estudios secundarios. En esa época empezó a cultivar la pasión por el teatro, y a los trece años formó parte de un par de espectáculos, siendo en uno de ellos protagonista. Mientras tanto, su padre volvió a casarse, y en 1936 nació Guido. En 1940 se matriculó en la universidad para estudiar jurisprudencia, siguiendo los deseos de su padre; sin embargo, abandonó los estudios a falta de cuatro exámenes para conseguir graduarse. 
Dos años más tarde, en 1942, se inscribió en la Accademia Nazionale d'Arte Drammatica Silvio D'Amico, donde tuvo la oportunidad de conocer a algunos de sus futuros colegas, entre ellos Vittorio Gassman, Luciano Lucignani, Luigi Squarzina, Carlo Mazzarella, Tino Buazzelli, Nino Manfredi, Vittorio Caprioli, Mario Landi, Nino Dal Fabbro y Emilio Serrao. Durante sus estudios escribió un show en un acto, "Racconto per un funerale", que posteriormente fue representado en Mesina. El 17 de febrero de 1943 Salce fue llamado a cumplir el servicio militar, coincidiendo en el mismo con Vittorio Gassman. El 8 de septiembre de ese año, día del armisticio de Badoglio, fue hecho prisionero por los alemanes y conducido al campo de concentración Stalag VII-A.
Durante su reclusión intentó fugarse en dos ocasiones, ambas sin resultado. De vuelta a Italia, escribió las dificultades sufridas en sus dos años de cautiverio, y en junio de ese mismo año retomó sus estudios interrumpidos. Para sostenerse económicamente, se dedicó a la venta ambulante de algunos periódicos, y trabajó en el área teatral de la publicación Epoca durante un corto período de tiempo. Además, durante ocho días fue ayudante de Guido Salvini para el espectáculo Sogno di una notte di mezza estate. 

### Inicios artísticos
Salce debutó en el cine en 1946, interpretando el papel de un oficial americano en Un americano in vacanza, film dirigido por Luigi Zampa. Ese mismo año acabó el diario novelado L’educazione teatrale, escrito en colaboración con Vittorio Gassman. El libro fue editado por la editorial Gremese en 2004. Salce concluyó su formación en la Accademia en 1947, recibiendo un diploma de director. Con ocasión de su diplomatura, dirigió Ballo dei ladri, adaptación de una obra de Jean Anouilh.
Ya finalizada su formación, entró en la compañía teatral de Evi Maltagliati y Vittorio Gassman, estando entre sus colegas Luigi Squarzina y Guido Salvini. Junto con ellos formó parte de diversas representaciones itinerantes, con una primera etapa en Praga. En 1948 Salce siguió participando en espectáculos itinerantes con un recorrido de cuatro meses por Palermo, Mesina, Catania, Nápoles, Florencia, Bolonia, Bérgamo y Milán, entre otras ciudades. 
En el verano fue ayudante de Guido Salvini en el montaje de Cristo ha ucciso y Edipo re, y junto con él organizó una compañía teatral independiente. Con ella representaron en París, teniendo la oportunidad de actuar junto con Alberto Bonucci, Vittorio Caprioli, Paolo Panelli y Tino Buazzelli. El espectáculo se representó en el club Tabou. Ya de vuelta a Italia, trabajó junto con Luchino Visconti, Giorgio Strehler, Vito Pandolfi y Orazio Costa, llevando a escena en esa época obras de Massimo Bontempelli y Molière.
En 1949, tras participar en varios shows en el teatro Arlecchino, de Roma, viajó nuevamente a París con Vittorio Caprioli y Alberto Bonucci para actuar en el cabaret La Rose Rouge. Los tres actuaron bajo el nombre artístico de Il Gruppo dei Tre Gobbi. Entre 1950 y 1951 la compañía hizo escala en São Paulo, Brasil, donde los tres tuvieron la oportunidad de actuar junto con Adolfo Celi. Salce y sus colegas decidieron permanecer en la ciudad brasileña montando diversas representaciones a partir de obras de Oscar Wilde, Tennessee Williams, Luigi Pirandello, Achille Campanile y Jean Anouilh.
Durante su estancia en América conoció a Jole Bertolazzi, con la cual se comprometió. Entre 1952 y 1953 Salce dirigió sus primeras películas, Uma pulga na balança y Floradas na serra. En 1954 continuó con sus espectáculos itinerantes en Italia. En ese período, Bonucci abandonó Il Gruppo dei Tre Gobbi, siendo sustituido por Franca Valeri.
Con la llegada de la actriz milanesa el éxito de la compañía fue tal que los tres actores consiguieron un espacio radiofónico semanal, "Chi li ha visti?". El 8 de enero de 1955 se casó con Jole Bertolazzi en Venecia, y el mismo año reanudó su carrera cinematográfica, interpretando un pequeño papel en Piccola posta, de Steno. Siguió siendo más activo como actor teatral, sobre todo entre 1956 y 1957, llevando a escena obras como "Sexophone" y "I tromboni", esta última interpretada por Vittorio Gassman. Además, junto con Vittorio Caprioli y Franca Valeri escribió una comedia teatral, "L’arcisopolo", y una radiofónica,  "La zuccheriera". 
En 1958 escribió un espectáculo teatral, "Don Jack", interpretado por Vittorio Gassman y representado en el Teatro Quirino en marzo de ese año. El éxito de Salce le valió iniciar una colaboración con la RAI. Para televisión escribió junto con Ettore Scola y Ruggero Maccari textos para el programa en siete episodios "Le canzoni di tutti", dirigido por Mario Landi. Además, dirigió la comedia "L’orso e il pascià", con interpretación de Monica Vitti, Alberto Bonucci y Mario Scaccia. 
Al año siguiente escribió otra obra, "Il lieto fine", llevado a escena en Florencia por Alberto Bonucci. Mientras tanto Salce intentó también el camino de director de ópera, escenificando "Le trame deluse", adaptación de una ópera de Domenico Cimarosa emitida por la RAI el 27 de abril de 1960.

### Década de 1960
En Italia debutó como director cinematográfico en 1960 con la película Le pillole di Ercole, protagonizada por Nino Manfredi, Andreina Pagnani y Vittorio De Sica, siendo el director de fotografía Erico Menczer, el cual trabajaría con Salce en varias películas. A partir de este momento Salce se dedicó totalmente al cine, aunque manteniendo algunas actividades en la radio y la televisión.
1961 fue el año en el que se hizo con el favor del público y de la crítica con el film El federal, escrito por Franco Castellano y Pipolo. La cinta, protagonizada por Ugo Tognazzi, supuso el debut como compositor de bandas sonoras de Ennio Morricone. Al siguiente año dirigió La voglia matta y Le ore dell'amore, continuando la colaboración con Tognazzi, Castellano y Pipolo. Con estas películas inició el filón de las comedias de costumbre, entre las que se incluye La cuccagna, interpretada por los recién llegados Donatella Turri y Luigi Tenco. 
Salce tenía cada vez más compromisos de rodaje, y también a causa de ello su matrimonio entró en crisis. Al mismo tiempo, mientras trabajaba en La voglia matta conoció a la joven actriz Diletta D'Andrea, que se convertiría en su segunda mujer. Entre 1964 y 1965 apareció con frecuencia en televisión, empezando a ser un rostro familiar del público italiano con su participación en el programa de variedades Studio uno en 1965, presentado por Mina Mazzini. Por otra parte, el 7 de agosto de 1966 nació en Londres su hijo Emanuele Timothy, fruto de su relación con Diletta D’Andrea, y en esa época volvió a trabajar en el teatro. 
Salce llevó a escena Ti ho sposato per allegria, de Natalia Ginzburg, obra protagonizada por Adriana Asti, Renzo Montagnani y Italia Marchesini. En 1967 adaptó la pieza a la gran pantalla, siendo interpretada por Monica Vitti en lugar de Adriana Asti. Ese mismo año hizo una versión para la radio, emitida en marzo por Rai Radio 3. Antes de volver al cine puso en escena La segretaria, basada nuevamente en un texto de Natalia Ginzburg. 
Entre 1968 y 1969 se distribuyeron algunas cintas dirigidas por Luciano Salce, dos de ellas comedias de tema político: La pecora nera y Colpo di stato. El éxito, sin embargo, Ilegó con Il prof. dott. Guido Tersilli primario della clinica Villa Celeste convenzionata con le mutue, film que supuso la única colaboración de Salce con Alberto Sordi. 1969 fue para Luciano Salce un año de grave crisis personal: finalizó su relación con Diletta D'Andrea, que lo dejó por Vittorio Gassman.
A partir de 1969, impulsado por la fama televisiva, Salce aumentó el número de sus actuaciones cinematográficas, trabajando en filmes dirigidos por Vittorio Sindoni, Luigi Zampa, Marco Vicario, Duccio Tessari, Flavio Mogherini y Luigi Filippo D'Amico. Entre sus mejores actuaciones figuran las de Homo Eroticus, Anche se volessi lavorare, che faccio?, La signora è stata violentata!,Amore mio non farmi male,Son tornate a fiorire le rose y Oh dolci baci e languide carezze.

### Década de 1970
En 1970 murió su padre. A pesar de ello y de la separación de su segunda mujer, siguió actuando en TV, presentando el programa Senza Rete. El éxito de Salce también se repitió en la radio, medio para el cual dirigió los programas "Formula Uno" y "I malalingua". Las películas que dirigió en los años 1970 tuvieron menos éxito, destacando de entre ellas Basta guardarla (1970) y Alla mia cara mamma nel giorno del suo compleanno (1974), cinta con la que por vez primera coincidió con Paolo Villaggio. 
1975 fue el año de dos éxitos cinematográficos de Salce. El primero fue la película Fantozzi, adaptación de la novela de Paolo Villaggio e interpretado por él mismo. Fue la segunda producción italiana más vista de la temporada 1974-1975. El segundo fue L'anatra all'arancia, film en el que sustituyó a Dino Risi. En 1976, siguiendo la estela de las cintas anteriores, Salce rodó Il secondo tragico Fantozzi, consiguiendo un gran resultado cómico. Siempre en 1976, interpretó al barón desaparecido en Perdutamente tuo... mi firmo Macaluso Carmelo fu Giuseppe, producción dirigida por Vittorio Sindoni, con quien todavía alcanzó un gran éxito como actor. 
Entre 1977 y 1978, Luciano Salce siguió colaborando con Paolo Villaggio, trabajando en los filmes Il... Belpaese, Professor Kranz tedesco di Germania y el episodio "Sì Buana" de la película Dove vai in vacanza? Como intérprete, Salce volvió a actuar para Vittorio Sindoni, utilizando el seudónimo Marco Aleandri. También trabajó para la radio presentando "Black-out", programa que dirigió ocho años. En cuanto al teatro, llevó a escena "La conversazione continuamente interrotta", adaptación de una obra de Ennio Flaiano, interpretada por Giorgio Albertazzi, siendo representada en el Teatro Argentina de Roma.
Salce presentó en enero y febrero de 1979 para Rai 2 el programa Buonasera con.... A partir de ese año, y durante dos temporadas, actuó en Ieri e oggi. En 1980 escribió junto con Ernesto Gastaldi la película Mi faccio la barca, interpretado por Johnny Dorelli y Laura Antonelli. La película fue finalmente dirigida por Sergio Corbucci a causa de las diferencias surgidas entre Salce y Dorelli. 

### Década de 1980 y fallecimiento
En junio de 1981 Salce publicó una colección de cuentos titulada "Cattivi soggetti", siendo este su debut en la literatura. En 1982 volvió al éxito cinematográfico con Vieni avanti cretino, film protagonizado por Lino Banfi. Desde abril a junio de 1983 presentó y dirigió en Rete 4 el programa Gran varietà, adaptación del show radiofónico de Antonio Amurri y Dino Verde, en el que fue su primer contacto con la televisión privada. 
Sin embargo, el 27 de agosto sufrió un ictus en Salsomaggiore Terme mientras presidía el jurado de "Miss Italia". Quedó ingresado en coma en un hospital de Fidenza. A causa de ello hubo de abandonar el proyecto teatral de I ragazzi irresistibili. En 1984 se encontraba restablecido y volvió a la dirección cinematográfica con la película Vediamoci chiaro, dirigiendo también en esa época la producción televisiva Gli innocenti vanno all’estero.
A comienzos de 1985 Salce volvió al teatro, dirigiendo en el teatro la Scaletta de Roma a Augusto Zucchi en un monólogo titulado "Politicanza". Su última dirección teatral tuvo lugar en diciembre del mismo año llevando a escena "L’incidente", de Luigi Lunardi, con Renzo Montagnani como protagonista. En febrero de 1986 actuó en la comedia de Giancarlo Sepe "C’era una volta l’Itala Film", representada en Turín en el Teatro Carignano. 
En el mismo año 1986, durante un crucero por el Pacífico, tuvo los primeros signos de la enfermedad que le produciría la muerte: un melanoma que le obligó a ser operado y a hacer varias visitas a París. En 1987, debilitado por la enfermedad, rodó la película Quelli del casco, interpretada, entre otros, por Paolo Panelli y Renzo Montagnani. Su salud empeoró en 1989, y el 17 de diciembre falleció en Roma a causa de un infarto agudo de miocardio. Fue enterrado en el cementerio de Feltre.

## Filmografía

### Cine

#### Actor
- Un americano in vacanza, de Luigi Zampa (1946)
- Caiçara (solo voz), de Adolfo Celi, Tom Payne y John Waterhouse (1950)
- Ângela, de Tom Payne y Abilio Pereira de Almeida (1951)
- Terra è sempre Terra, de Tom Payne (1952)
- Floradas na Serra (1954)
- Piccola posta, de Steno (1955)
- Angela, de Edoardo Anton y Dennis O'Keefe (1955)
- Guardia, ladro e cameriera, de Steno (1956)
- Totò nella luna, de Steno (1958)
- Tipi da spiaggia, de Mario Mattoli (1959)
- I baccanali di Tiberio, de Giorgio Simonelli (1960)
- La ragazza di mille mesi, de Steno (1961)
- Il federale (1961)
- Il carabiniere a cavallo, de Carlo Lizzani (1961)
- La voglia matta (1962)
- Il giorno più corto, de Sergio Corbucci (1962)
- La cuccagna (1962)
- Gli onorevoli, de Sergio Corbucci (1963)
- Le ore dell'amore (1963)
- Oggi, domani, dopodomani, episodio "L'ora di punta", de Eduardo De Filippo (1965)
- Le dolci signore, de Luigi Zampa (1967)
- Oh dolci baci e languide carezze, de Mino Guerrini (1969)
- Colpo di stato (1969)
- Basta guardarla (1970)
- Non commettere atti impuri, de Giulio Petroni (1971)
- Mazzabubù... Quante corna stanno quaggiù?, de Mariano Laurenti (1971)
- Homo Eroticus, de Marco Vicario (1971)
- Il prete sposato, de Marco Vicario (1971)
- Anche se volessi lavorare, che faccio?, de Flavio Mogherini (1972)
- Ettore lo fusto, de Enzo G. Castellari (1972)
- La signora è stata violentata!, de Vittorio Sindoni (1973)
- Bisturi la mafia bianca, de Luigi Zampa (1973)
- Un uomo, una città, de Romolo Guerrieri (1974)
- Nipoti miei diletti, de Franco Rossetti (1974)
- Uomini duri, de Duccio Tessari (1974)
- Commissariato di notturna, de Guido Leoni (1974)
- Il domestico, de Luigi Filippo D'Amico (1974)
- Amore mio non farmi male, de Vittorio Sindoni (1974)
- Son tornate a fiorire le rose, de Vittorio Sindoni (1975)
- Di che segno sei?, de Sergio Corbucci (1975)
- Perdutamente tuo... mi firmo Macaluso Carmelo fu Giuseppe, de Vittorio Sindoni (1976)
- L'affittacamere, de Mariano Laurenti (1976)
- I prosseneti, de Brunello Rondi (1976)
- Ride bene... chi ride ultimo, episodios "La visita di controllo", de Marco Aleandri, y "Sedotto e abbandonato", de Pino Caruso (1977)
- La presidentessa (1977)
- Maschio latino cercasi, de Giovanni Narzisi (1977)
- Tanto va la gatta al lardo..., de Marco Aleandri (1978)
- Ridendo e scherzando, de Marco Aleandri (1978)
- Voglia di donna, de Franco Bottari (1978)
- Belli e brutti ridono tutti, de Domenico Paolella (1979)
- Una moglie, due amici, quattro amanti, de Michele Massimo Tarantini (1980)

#### Director
- Una Pulga na Balança (1953)
- Floradas na Serra (1954)
- Il federale (El federal) (1961)
- La voglia matta (Deseo loco) (1962)
- La cuccagna (1962)
- Le pillole di Ercole (Las píldoras de Hércules) (1962)
- Le monachine (Dos monjitas, 1963)
- Le ore dell'amore (Las horas del amor) (1963)
- Alta infedeltà, episodio "La sospirosa" (1964)
- Slalom (El octavo hombre) (1965)
- Oggi, domani, dopodomani, episodio "La moglie bionda" (1965)
- Le fate (Las cuatro brujas), episodio "Fata Sabina" (1966)
- El Greco (1966)
- Come imparai ad amare le donne (1966)
- Ti ho sposato per allegria (1967)
- La pecora nera (1968)
- Colpo di stato (Golpe de estado) (1969)
- Il prof. dott. Guido Tersilli primario della clinica Villa Celeste convenzionata con le mutue (El doctor Tersilli, médico de la Clínica Villa Celeste, afiliada a la Mutua) (1969)
- Basta guardarla (Las tentaciones de Enriqueta) (1970)
- Il provinciale (1971)
- Il sindacalista (El sindicalista) (1972)
- Io e lui (1973)
- Alla mia cara mamma nel giorno del suo compleanno (1974)
- L'anatra all'arancia (Pato a la naranja) (1975)
- Fantozzi (1975)
- Il secondo tragico Fantozzi (Nacido "gafe") (1976)
- La presidentessa (1977)
- Il... Belpaese (Democracia con leche) (1977)
- Il professore Kranz tedesco di Germania, emigrato a Rio (1978)
- Dove vai in vacanza? (Vicios de verano), episodio "Sì buana" (1978)
- Riavanti... Marsch! (1979)
- Rag. Arturo De Fanti, bancario precario (1980)
- Vieni avanti cretino (1981)
- Vediamoci chiaro (1984)
- Quelli del casco (1987)

### Televisión
- L'Arcisopolo (1956)
- Il vostro principe azzurro (1956)
- Le canzoni per tutti, de Mario Landi, siete episodios del 15 de enero de 1958 al 26 de febrero de 1958
- L'orso e il pascià (1958)
- Le trame deluse (1959)
- Vita col padre e con la madre (1960)
- Tempo di musica (1961)
- Teatro 10 (1964)
- Studio uno (1965-1966)
- Stasera Rita (1965)
- Sabato sera (1967)
- Ci vediamo stasera - In casa di: Ugo Tognazzi (1967)
- Speciale per voi (1969)
- Stasera - Patty Parvo (1969)
- Senza rete (1970)
- La conversazione continuamente interrotta (1978)
- Che combinazione (1978-1979)
- Buonasera con... (1979)
- Ieri e oggi (1979-1980)
- Viaggio a Goldonia (1982)
- Les joies de la famille Pinelli (1982)
- Gran varietà (1983)
- Casa Cecilia un anno dopo, episodio "Ladri di sottilette" (1983)
- La bella Otero (1984)

## Teatro
- La pappa reale, dirección de Luciano Salce (1959)
- Il lieto fine, dirección de Luciano Salce (1959)

## Radio
- Diario di una ragazza delusa (1945)
- Chi li ha visti? (1954)
- Storia di Michele Pezza detto Frà Diavolo (1955)
- Sulle spiagge della luna (1957)
- La zuccheriera (1957)
- Ti ho sposato per allegria (1967)
- Scusi, lei è sfavorevole o contrario? (1969)
- Formula Uno (1970-1972)
- I Malalingua (1972-1974)
- Special oggi: Catherine Spaak (1973)
- Special oggi: Monica Vitti (1975)
- Kitsch (1975-1977)
- Black Out (1978-1986)